# Center Moriches
Center Moriches és una concentració de població designada pel cens dels Estats Units a l'estat de Nova York. Segons el cens del 2000 tenia 6.655 habitants.

## Demografia
Segons el cens del 2000, Center Moriches tenia 6.655 habitants, 2.319 habitatges, i 1.776 famílies. La densitat de població era de 512,9 habitants per km².
Dels 2.319 habitatges en un 36,2% hi vivien nens de menys de 18 anys, en un 62,7% hi vivien parelles casades, en un 9,4% dones solteres, i en un 23,4% no eren unitats familiars. En el 17,4% dels habitatges hi vivien persones soles el 6,8% de les quals corresponia a persones de 65 anys o més que vivien soles. El nombre mitjà de persones vivint en cada habitatge era de 2,83 i el nombre mitjà de persones que vivien en cada família era de 3,2.
Per edats la població es repartia de la següent manera: un 25,1% tenia menys de 18 anys, un 7% entre 18 i 24, un 32,9% entre 25 i 44, un 22,8% de 45 a 60 i un 12,1% 65 anys o més.
L'edat mediana era de 37 anys. Per cada 100 dones de 18 o més anys hi havia 95,1 homes.
La renda mediana per habitatge era de 61.957 $ i la renda mediana per família de 63.986 $. Els homes tenien una renda mediana de 48.362 $ mentre que les dones 33.661 $. La renda per capita de la població era de 23.084 $. Entorn del 4,5% de les famílies i el 6,5% de la població estaven per davall del llindar de pobresa.